# Tres Peniques
La moneda de tres peniques (3d; también conocida como threepence, thruppence, o thruppenny bit) 
era una unidad monetaria que equivalía a una ochentava parte de una libra esterlina predecimal, o tres antiguos peniques. Esta moneda era empleada en el Reino Unido, y en las dependencias marítimas de esta. Denominaciones similares se usaron en los territorios (que anteriormente conformaban el Imperio Británico) como Australia, Nueva Zelanda y Sudáfrica
Antes del día decimal, en febrero de 1971, la libra esterlina estaba compuesta por 240 peniques (en inglés: pence, plural de penny). El peñique estaba compuesto de cuatro fártings, un chelín, estaba compuesto de doce peniques, y una libra esterlina, a su vez, estaba compuesta por veinte chelines. Los valores inferiores a una libra se los escribía indicando la cantidad de chelines y de peniques y sus respectivas fracciones por separado. por ejemplo. 5s 6d (cinco chelines y seis peniques), y se los podía escribir como 5/6 simplemente. Los valores inferiores a un chelín se expresaban con peniques.

## Primeras monedas

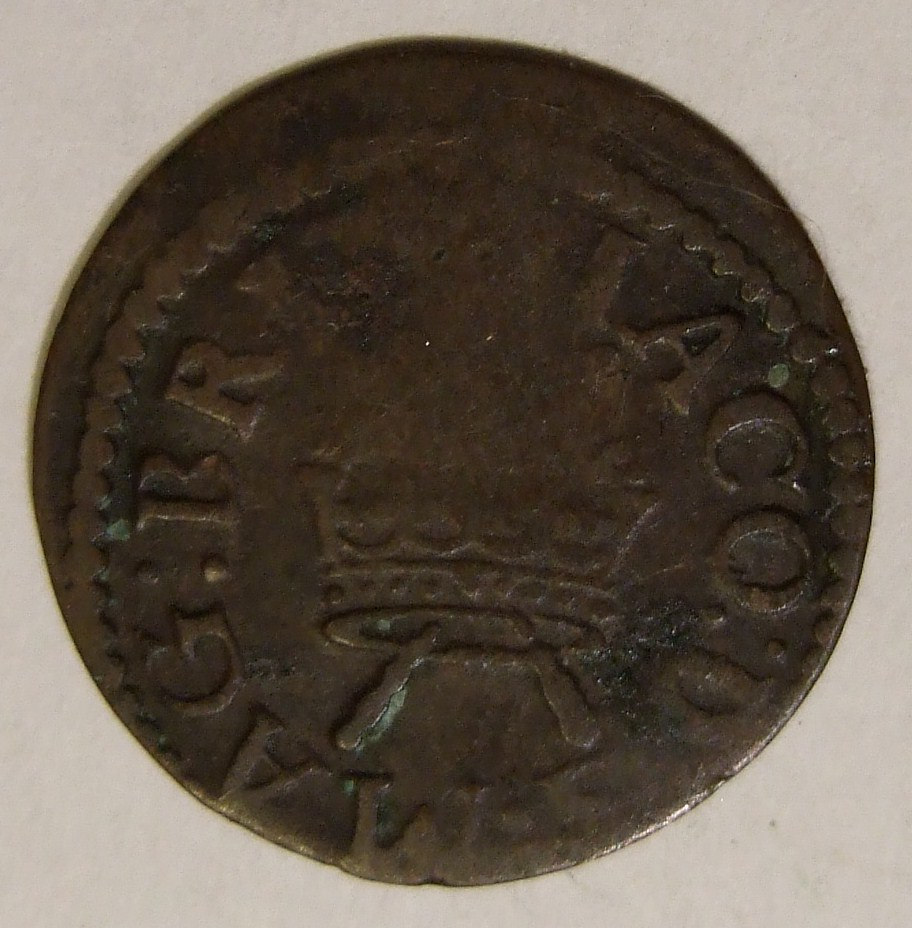
Moneda de tres peniques de Jacobo I de Inglaterra y VI de Escocia, acuñada en Irlanda.

La moneda de tres peniques –escrita como "3d"– apareció por primera vez en Inglaterra al igual que otras piezas de plata fina, durante el reinado de Eduardo VI, Aunque era una denominación sencilla para trabajar, en el contexto del viejo sistema pre-decimal, pues valía un cuarto de un chelín, en sus inicios, sin embargo, en un principio, la moneda no fue muy popular, ya que la gente prefería usar el groat (que valía cuatro peniques), y por ello, la moneda no fue acuñada por los dos reyes que le sucedieron a Eduardo. 
Las monedas de tres peniques de Eduardo fueron acuñadas en las casas de la moneda de Londres y York mostrando una imagen del rey mirando al frente con una rosa a la izquierda (rosa Tudor), el número III (tres), rodeado por la inscripción EDWARD VI D G ANG FRA Z HIB REX (en español: Eduardo VI, por la gracia de Dios, Rey de Inglaterra, Francia e Irlanda). El reverso mostraba una cruz larga que yacía sobre el escudo real, y que estaba rodeado por la leyenda POSUI DEUM ADIUTOREM MEUM (en español: Yo he hecho a Dios mi ayudante), en el caso de las monedas acuñadas en la casa de la moneda de Londres y la inscripción CIVITAS EBORACI (Ciudad de York), en el caso de la de York. 
Durante el reinado de Isabel I, se reintrodujeron monedas de tres peniques, durante su tercer serie de monedas (1561 - 1577). La mayoría de las piezas acuñadas en 1561, tenían un diámetro de 19 mm. Estas monedas son fácilmente identificables de otras denominaciones, por la rosa detrás de la cabeza la reina. El anverso contiene una imagen coronada de la monarca mirando hacia la izquierda, rodeado por la inscripción ELIZABETH D G ANG FR ET HIB REGINA (en enpañol: Isabel, por la gracia de Dios, reina de Inglaterra, Francia y Irlanda), mientras que el reverso contiene un escudo sobre una cruz largo, datada de 1561, y rodeada por la inscripción POSUI DEU ADIUTOREM MEU (en español: Yo he hecho a Dios mi ayudante). Las fechas usadas para las monedas más pequeñas fueron 1561-1577. Las monedas de tres peniques acuñadas en la cuarta serie. Son idénticas en forma y tamaño, aunque contienen ligeramente menos plata que las anteriores. Existía, también, una versión relativamente rara de la moneda con bordes fresadas, producida entre 1561 y 1564, con diseños similares y inscripciones hechas a las monedas de tres peniques acuñadas con macuquina.
La denominación cayó en desuso nuevamente durante el reinado de Jacobo I y IV, mientras que durante el reinado de Carlos I (1625-1649), fue producido únicamente en algunas casas de la moneda provinciales. La denominación es fácilmente identificables de otras denominaciones, por la rosa detrás de la cabeza del rey.

## Reintroducción de la moneda
De lejos, las monedas de tres peniques más acuñadas durante el reinado de Carlos I fueron aquellas acuñadas en la casa de la moneda de Aberystwyth, entre 1638 y 1642. Contienen un retrato coronado orientado hacia la izquierda con plumas en frente de la cara del rey y el número III tras él y la inscripción CAROLUS DG MA B FR ET H REX (en español: Carlos, por la gracia de Dios, Rey de Gran Bretaña, Francia y Irlanda). El reverso muestra las armas reales dentro de un gran escudo ovalado con plumas sobre este, y la inscripción CHRISTO AUSPICE REGNO (en español: Reino bajo el auspicio de Cristo). Las plumas eran el símbolo de la casa de la moneda de Aberystwyth. Casas de la moneda como la de la Oxford y Bristol usualmente usaban troqueles fabricados en Aberystwyth, así podían tener las plumas en sus piezas. Las monedas fresadas de tres peniques fueron producidas nuevamente en la casa de la moneda de York nuevamente entre 1638 y 1649; Estas piezas lucían similares a las de Aberystwyth, solo que no contenían plumas en el diseño, sino un busto del rey con el número III tras el, con la inscripción CAROLUS D G MAG BR FR ET HI REX (que significa lo mismo que las de la Aberystwyth) y el reverso mostrando las armas reales sobre un escudo sobre una cruz, con la palabra EBOR sobre el escudo y la inscripción CHRISTO AUSPICE REGNO
Las monedas producidas en la casa de la moneda de Oxford entre 1644 y 1646, usaron troqueles de Aberystwyth para el anverso, mientras que el reverso de la moneda de 1644, muestra la declaración de Oxford en tres líneas: RELI PRO LEG ANG LIB PAR. 1644 OX  (en español: La religión de los protestantes, las leyes de Inglaterra, la libertad del parlamento. 1644, Oxford) mientras que fuera de la moneda se halla la inscripción EXURGAT DEUS DISSIPENTUR INIMICI (en español: Deja a Dios emerger y tus enemigos serán dispersados). Esta moneda también figura como data de 1646. 
Monedas producidas posteriormente en Oxford, contenían en el anverso contenían el retrato del rey, con la denominación tras este, y la letra "R" (por Rawlins, diseñador del troquel), bajo el hombro del rey y la inscripción CAROLUS D G M BR F ET H REX, mientras que mantenían el reverso de las monedas de Aberystwyth

## Piezas más raras
La casa de la moneda de Bristol produjo monedas de tres peniques consideradas por la mayoría como "raras" entre 1644 y 1645. En 1644, el anverso de las monedas de Aberystywth fue empleado para producir una pieza que contuviese la declaración de Oxford en el reverso simplicado en tres líneas REL PRO LEG AN LIB PA 1644, mientras que en la parte exterior de la moneda figuraba la inscripción  EXURGAT DEUS DISSIPENTUR INIMICI (en español: Deja a Dios emerger y tus enemigos serán dispersados). Esto fue repetido nuevamente en 1645, pero con una plumeta en vez de una pluma en frente de la cara del rey.
En 1644, la casa de la moneda de Exeter, produjo una moneda de tres peniques muy escasa. Contiene una imagen del rey coronado con el numeral III tras él y la leyenda CAROLUS D G MA BR F ET H RE, (en español: Carlos, por la gracia de Dios, Rey de Gran Bretaña, Francia e Irlanda) con el reverso conteniendo las armas reales y la fecha 1644 encima de un escudo y la inscripción CHRISTO AUSPICE REGNO(en español: Yo he hecho de Dios mi ayudante) encima del escudo.
Nunca se produjeron monedas de tres peniques por parte de la Mancomunidad de Inglaterra

## sigloXVII
Las últimas monedas producidas con macuquina fueron producidas durante el comienzo del reinado de Carlos II. Su estilo era muy reminiscente al de las piezas de su padre. El anverso contiene un retrato del rey, con el número III y la inscripción CAROLUS II D G MAG BRI F ET H REX, y el reverso muestra las armas reales en un escudo sobre una cruz que contiene la inscripción CHRISTO AUSPICE REGNO.
Las monedas de tres peniques fresadas de Carlos II, posee dos variedades. La primera, no posee fecha y es muy similar a las monedas producidas con la macuquina, que posee una imagen del rey orientado a la izquierda con la denominación III sobre su cabeza y la inscricpción CAROLVS II D G M B F & H REX. Su reverso posee un escudo que encircula las armas de Inglaterra, Escocia, Irlanda y Francia, junto con la inscripción CHRISTO AUSPICE REGNO. Luego, surgió la edición que estaba fechada, que contiene un retrato sin corona orientado a la derecha y la inscripción CAROLVS II DEI GRATIA (en español: Carlos II, por la gracia de Dios); En el reverso, hay tres letras "C"s (indicando el valor de la moneda) coronadas e interconectadas con la inscripción MAG BR FRA ET HIB REX date (en español: Rey de Gran Bretaña, Francia y Irlanda). Todas las monedas de tres peniques de plata poseen un diámetro de 17 milímetros y un peso de 1.5 gramos –dimensiones las cuales se mantuvieron hasta casi el final del reinado de Jorge III
Una moneda de tres peniques similar a la de Carlos, fue producida para el rey Jacobo II, datada de entre el año 1685 y 1688. El anverso contiene una imagen del rey orientada a la izquierda junto con la inscripción IACOBVS II DEI GRATIA (en español: Jacobo II, por la gracia de Dios), y el reverso contiene tres "I"s coronados (indicando el valor, III), y la inscripción MAG BR FRA ET HIB REX date
Para el reinado conjunto del Guillermo III y María II. se acuñaron monedas de tres peniques durante todos los años entre 1689 y 1694. Durante los primeros años se emplearon unos retratos medianamente caricaturizados, reemplazados por retratos más realistas y serios en 1691, que contenían la inscripción GVLIELMVS ET MARIA D G (en español: Guillermo y María, por la gracia de Dios), mientras que en el reverso aparecía un número arabigo, el tres (3), junto con la inscripción MAG BR FR ET HIB REX ET REGINA, junto con la fecha de acuñación

## Principios y mediados delsigloXVIII
Durante el reinado de Ana (1702 - 1714), se empleó el mismo diseño básico empleado en las monedas de tres peniques, el cual fue producido entre 1703 y 1710 y nuevamente en 1713. En el anverso, aparece un retrato de la reina orientado hacia la izquierda, junto con la inscripción ANNA DEI GRATIA (en español: Ana, por la gracia de Dios) y en el reverso se muestra un número tres coronado y las inscripciones MAG BR FR ET HIB REG junto con las fechas de acuñación (1703 - 1705; 1707), MAG BR FRA ET HIB REG (1706), o MAG BRI FR ET HIB REG (1708 - 1713), las cuales significan todas lo mismo, solo que con distintos parámetros de abreviación
El diseño continuó siendo empleado durante el reinado de Jorge I, produciéndose en los años 1717, 1721, 1723 y 1727. El anverso contiene una imagen del rey orientada hacia la izquierda, con la inscripción GEORGIVS DEI GRATIA, (en español: Jorge, por la gracia de Dios) mientras el reverso contiene el número tres coronado y la inscripción MAG BRI FR ET HIB REX junto con la fecha de acuñación
Inusualmente, durante el reinado de Jorge II, se empleo un único retrato de su juventud durante todo su reino (1727 - 1760), a pesar de haberse empleado un retrato de este con mayor edad, en otras denominaciones desde el año 1743 en adelante. Las monedas de tres peniques de Jorge II se produjeron los años 1729, 1731, 1732, 1735, 1737, 1739, 1740, 1743, 1746, y 1760. El anverso contiene un busto del rey junto con la inscripción GEORGIVS II DEI GRATIA, mientras el reverso contiene el número tres coronado y la inscripción MAG BRI FR ET HIB REX junto con la fecha de acuñación

## Cambio de función
Originalmente, la moneda de tres peniques de plata, fue acuñada para circulación general, hasta aproximadamente la segunda mitad del siglo XX, es claro que el propósito de la existencia de la moneda cambió durante el reinado de Jorge III (1760 - 1820). En los primeros dos años en los que fueron acuñadas las monedas con su retrato, 1762 y 1763, se las produjo, obviamente, con la intención de pasar a circulación general. Esto es sabido gracias a los numerosos ejemplos de monedas con una gran cantidad de daño; por otro lado, las monedas acuñadas hacia el final de su reinado (1817 - 1820), están habitualmente en muy buenas condiciones, indicando que muy probablemente fueron acuñadas como monedas para el Maundy Real, un servicio religioso. Durante el transcurso de su reinado, se acuñaron vaios diseños de anverso y reverso para circulación. Las monedas de tres peniques de Jorge III fueron acuñadas en 1762, 1763, 1765, 1766, 1770, 1772, 1780, 1784, 1786, 1792, 1795, 1800, 1817, 1818 y 1820. De 1817 en adelante, se redujo el peso de la moneda a 1.4 gramos (también definida como 1/22 de una onza) y un diámetro de 16 milímetros, tras la gran reacuñación de 1816. El anverso de las monedas contenía una imagen del monarca y la inscripción GEORGIUS III DEI GRATIA hasta el año 1800, y la inscripción junto con la fecha desde 1817 en adelante; En el reverso, por otro lado, se hallaba el diseño tradicional del tres, la inscripción MAG BRI FR ET HIB REX y la fecha de acuñación junto a esta (hasta el año 1800), y la inscripción BRITANNIARUM REX FID DEF (en español: Rey de los británicos, Defensor de la fe) de 1817 en adelante. 
Al comienzo del reinado de Jorge IV, la moneda de tres peniques fue acuñada principalmente para el Maundy Real, aunque algunas de las monedas fueron producidas para su uso en las colonias del Imperio Británico. Las monedas de tres peniques fueron acuñadas todos los años entre 1822 y 1830, aunque la cabeza del rey era más pequeña en la edición de 1822, aparentemente debido a que el troquel para acuñar moneda de tres peniques se rompió y empleó el de las monedas de dos peniques para compensar su ausencia. El anverso contiene una imagen del rey, y la inscripción GEORGIUS IIII D G BRITANNIAR REX F D (en español: Jorge IV, por la gracia de Dios, Rey de los Británicos, defensor de la fe), mientras que el reverso muestra un número 3 coronado y la fecha de acuñación, todo esto dentro de una corona de flores. 
Durante el reinado de Guillermo IV, las monedas del Maundy real se produjeron entre 1831 y 1837, y monedas de estilo idéntico pero diseñadas para circulación fueron producidas para las colonias, identificables por no tener una superficie similar a las de las monedas de prueba. El anverso contiene una imagen del rey, y la inscripción GULIELMUS IIII D G BRITANNIAR REX F D (en español: Guillermo IV, por la gracia de Dios, Rey de los Británicos, defensor de la fe), mientras que el reverso muestra un número 3 coronado y la fecha de acuñación, todo esto dentro de una corona de flores.

## Era Victoriana

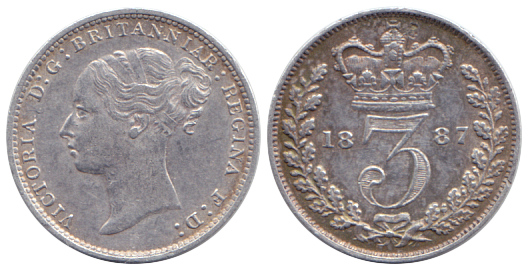
Moneda de tres peniques de la era victoriana (1887), "busto joven"

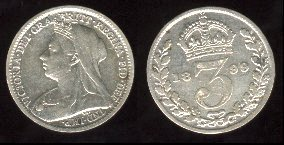
Moneda de tres peniques de la era victoriana (1899)

Durante el reinado de Victoria, se produjeron piezas de tres peniques tanto para el Maundy real como para el uso en circulación normal durante todos los años entre 1838 hasta 1901, a excepción de 1847, 1848 y 1852, debido, (muy probablemente, a que se esperaba el advenimiento de la decimalización de la libra esterlina, pues si bien a pesar de ser impar, en el sistema prexistente, tenía una relación de 80:1 con la libra predecimal, con un sistema decimal, la relación, que hubiese sido de 33:1, una pieza como la de tres peniques sería poco práctica debido al valor que representaba. Las monedas de tres peniques acuñadas entre 1838 y 1926, poseían un diseño de reverso casi idéntico, que no pueden ser casi distinguidos a excepción de ejemplares en muy buenas condiciones, mientras que el patrón de acuñación empleado para el maundy real era muy superior. Esto resultó en que, para cuando se introdujo la decimalización de la libra esterlina, todas las monedas de tres peniques de plata de 1870 en adelante fueran revalorizadas como tres nuevos peniques, independientemente de si fueran para la práctica del maundy real o no. Las monedas de tres peniques fueron acuñadas tanto con el diseño del "busto joven" (1838 - 1887),  "busto del jubileo" (1887 - 1893) y el "busto viejo" (1893 - 1901). En el anverso, además de los dos bustos, aparecía, también, la inscripción VICTORIA D G BRITANNIAR REGINA F D (en español: Victoria, por la gracia de Dios, reina de los Británicos, Defensora de la fe), en el caso del busto joven y el busto del jubileo, mientras que aquellas con el busto viejo, poseían la inscripción VICTORIA DEI GRA BRITT REGINA FID DEF IND IMP  (en español: Victoria, por la gracia de Dios, reina de los Británicos, Defensora de la fe, Emperatriz de la India)

## Primera mitad delsigloXXy envilecimiento
Las monedas de tres peniques fueron acuñadas por cada uno de los nueve años del reinado del rey Eduardo VII desde 1902 en adelante. El reverso se mantuvo exactamente igual, mientras que el anverso contiene una imagen del rey orientado a la derecha con la inscripción EDWARDVS VII D G BRITT OMN REX F D IND IMP (en español: Eduardo VII, Por la gracia de Dios, Rey de los Británicos, Defensor de la Fe, Emperador de la India)
Ya durante el reinado de Jorge V (1910 - 1936), las monedas de tres peniques comenzaron a sufrir cambios. Al igual que el resto de las monedas de plata del Reino Unido, el contenido de plata de las monedas fue reducido de plata esterlina (plata 0.925; es decir 92.5% plata y 7.5% cobre, en este caso) a 50% plata, 40% cobre y 10% níquel en el año 1920, y fue cambiado a 50% plata y 50% cobre en 1922, y finalmente fue cambiado nuevamente a 50% plata, 40% cobre, 5% níquel y 5% zinc en 1927. El diseño del reverso de las monedas de tres peniques fue cambiado completamente (excepto el de las monedas del maundy real) ese mismo año, por uno con tres ramas de roble junto con tres bellotas, una "G" en el centro y la inscripción THREE PENCE junto con la fecha de acuñación. La inscripción en el anverso utilizada durante todo su reinado es GEORGIVS V D G BRITT OMN REX F D IND IMP (en español: Jorge V, Por la gracia de Dios, Rey de los Británicos, Defensor de la Fe, Emperador de la India)
Las monedas de tres peniques diseñadas para circular durante el breve reinado de Eduardo VIII, terminaron, sin embargo, siendo patrones de diseño que quedaron a la espera de ser aprobados hasta que este abdicó tras permancer menos de un año en el trono. El patrón contenía un reverso completamente nuevo: tres anillos interconectados de San Edmundo junto con la inscripción FID DEF IND IMP 1937 THREE PENCE (en español: Defensor de la fe, Emperador de la India, 1937, Tres Peniques), mientras que el anverso contenía una imagen del rey orientada hacia la izquierda junto con la inscripción EDWARDVS VIII D G BR OMN REX  (en español: Eduardo VIII, Por la gracia de Dios, Rey de los Británicos)

## Introducción de las monedas de latón

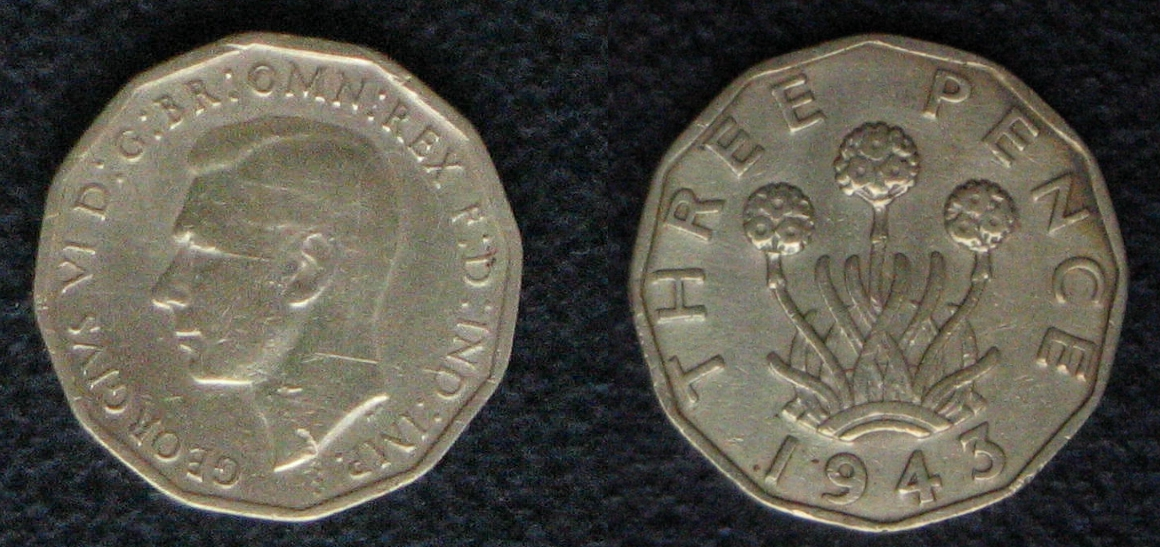
Moneda de tres peniques de latón (año 1943)

Hacia el final del reinado de Jorge V, la moneda de tres peniques se había vuelto impopular en Inglaterra debido a su minísculo tamaño (hecho comentado por el escritor George Orwell en su libro Que no muera la aspidistra), aunque continuó siendo popular en Escocia. Consecuentemente, se decidió introducir una moneda de tres peniques con un tamaño más sustancial, que tendría un valor más apropiado a su tamaño que las monedas de plata. Las monedas de tres peniques de plata continuaron siendo acuñadas, sin embargo, debido a la incertidumbre de que tan bien serían recibidas las nuevas monedas. Durante el reinado de Eduardo VIII, se planeó la introducción de una moneda de doce lados, más grande y compuesta de latón y níquel (compuesta de un 79% cobre, 20% zinc y 1% níquel). El resultado fue una moneda que pesaba 6.6 gramos, y tenía un diámetro de 21 milímetros entre sus lados, y 22 milímetros entre sus esquinas. El anverso contiene un retrato del rey orientado hacia la izquierda (algo considerado incorrecto, debido a que se creía por convención que había que alternar la dirección), junto con la inscripción EDWARDVS VIII D G BR OMN REX F D IND IMP (en español: Eduardo VIII, por la gracia de Dios, Rey de todos los británicos, Defensor de la fe y Emperador de la India). El reverso contiene una planta de tres cabezas de la especie Armeria maritima, junto con la inscripción THREE PENCE 1937 (en español: Tres Peniques, 1937). Solo un total de 12 de estas monedas fueron acuñadas con propósitos experimentales, las cuales fueron enviadas a una fabricante de máquinas de casino. El paradero de seis de las doce monedas es totalmente desconocido. Sin embargo, las otras seis siguen dispersas por el mundo, y por ende, son extremadamente raras. Una de ellas se subastó en 2013 y alcanzó un precio inicial de £30,000. Hay dos tipos de monedas de tres peniques de latón Eduardo VIII, el primer tipo tiene la fecha de acuñación dañada debido al nuevo diseño de la planta, mientras que el segundo, posee la fecha debajo.
Durante el reinado de Jorge VI, las monedas de tres peniques diseñadas para circulación fueron acuñadas entre 1937 y 1945 (y casi todos los ejemplares acuñados en 1945, fueron fundidos). El anverso muestra una imagen del rey orientada a la izquierda con la inscripción GEORGIVS VI D G BR OMN REX (en español: Jorge VI, Por la gracia de Dios, Rey de los Británicos), mientras que el reverso contiene un diseño elegante del escudo de San Jorge yaciendo subre una rosa Tudor, dividiendo la fecha con la inscripción FID DEF IND IMP THREE PENCE (en español: Defensor de la Fe, Emperador de la India, Tres Peniques). Las monedas de níquel-latón superaron eventual y abruptamente la producción de las monedas de esta denominación, pues, a partir de 1946, se eliminó todo el contenido de plata de las monedas. Estas monedas, sin embargo, fueron producidas alternadamente junto con las de plata, e incluso tras la desaparición de estas, entre 1937 y 1952, a excepción del año 1947. Aparte de llevar una imagen del rey y su nombre, el peso de la moneda fue incrementado a 6.8 gramos, y la moneda era idéntica a aquella preparada para el rey Eduardo VIII. Las monedas datadas de entre 1946 y 1949 fueron acuñadas en cantidades mucho menores a las del resto de años, y debido a que la aleación de níquel-latón se desgasta mucho más rápido que la plata, los especímenes de estas monedas en buen estado son extremadamente escasos y por ende, caros (pueden valer hasta £500 cada uno). Otras fechas que pueden considerarse escasas son: 1948, 1950 y 1951, que pueden alcanzar precios de entre £60 y £80 en muy buen estado

## Segunda mitad delsigloXXy descontinuación
Las dimensiones físicas de las monedas de tres peniques de latón permanecieron idénticas en todo el reinado de Isabel II. El busto de la reina empleado en el anverso fue producido por la artista y escultora, Mary Gillick. El anverso, a su vez, contiene la inscripciones ELIZABETH II DEI GRA BRITT OMN REGINA F D (en español: Isabel II, por la gracia de Dios, Reina de los Británicos, Defensora de la Fe), la cual fue empleada únicamente en 1953 y ELIZABETH II DEI GRATIA REGINA F D (en español: Isabel II, por la gracia de Dios, Defensora de la Fe). En el reverso, aparece una portada de Tudor con cadenas y una coronilla junto con la inscripción THREE PENCE y la fecha de acuñación. La moneda fue producida durante todos los años entre 1953 y 1967 y en 1970, aunque solo para sets de monedas de prueba.
Tras la decimalización, la moneda de tres peniques perdió su estatus de curso legal tras el 31 de agosto de 1971.

## La moneda en la mancomunidad
La Moneda de tres peniques tuvo versiones independientes en las monedas pre-decimales nacionales de los países de la mancomunidad de naciones, tales como Fiyi, Australia, Nueva Zelanda, Sudáfrica y Rodesia del Sur

## El edificio de los tres peniques.
El edificio n.º 1 de Croydon, fue conocido durante muchos años como "El edificio de los tres peniques", por su tendencia a acumular monedas de tres peniques. Tras la decimalización, las monedas fueron sacadas de circulación, y el edificio adquirió el apodo del "edificio de los cincuenta nuevos peniques"

## Apodo
La moneda de tres peniques de plata era apodada como "Joey", algo que, en la actualidad, ha caído en desuso

## Moneda de una libra de doce lados
En marzo de 2014, la Royal Mint, anunció que el nuevo diseño de la moneda de una libra esterlina sería introducido en 2017, y que tendría una forma dodecagonal, algo que recordaba al diseño de níquel-latón de las antiguas monedas de tres peniques.

## Resurgimiento en la cultura popular

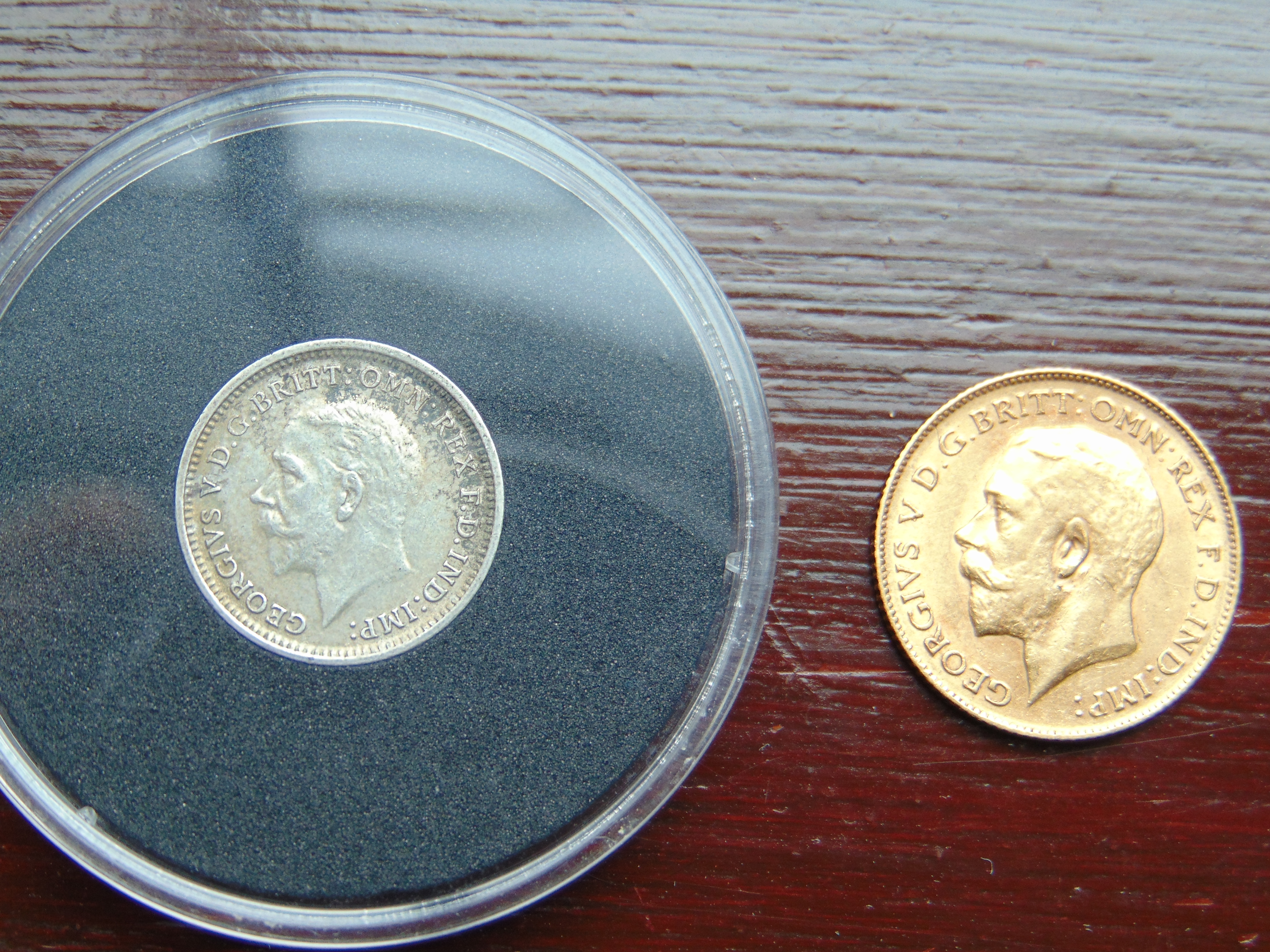
En la imagen se ve una de las monedas de tres peniques junto con una moneda de medio soberano de oro de 1911

En octubre de 2019, se anunció que se venderían 120,000 monedas de tres peniques de plata datadas de 1935 y antes, como parte de un movimiento para alentar a la población a coleccionar y adentrarse en el mundo de la numismática. La oficina de la casa de la moneda de Londres supervisó la venta de las monedas, todas las cuales son de la época del reinado de Jorge V, y que poseían un valor total de alrededor de £1,000,000. 